# Namibischer Kirchenrat
Der Namibische Kirchenrat (CCN; englisch Council of Churches in Namibia) ist eine private christlich-kirchliche Organisation in Namibia, welche den christlichen Glauben im Land fördert und als Dachorganisation der Kirchen organisiert ist.
Der Namibische Kirchenrat wurde 1978 gegründet und betreibt seit der Unabhängigkeit des Landes auch Demokratisierungs-Programme in verschiedenen Landesteilen von Namibia. Er gilt als Nachfolgeorganisation des 1973 in Windhoek gegründeten Christian Centre.
Dem CCN gehören 19 Kirchen und Organisationen mit rund 1,5 Millionen Mitgliedern an.

## Ehemalige Vorsitzende
- Andreas Biwa
- Samuel Mbambo

- Schalk Pienaar

## Mitglieder
Vollmitglieder des CCN sind:
- African Methodist Episcopal Church in Namibia (AMEC-NA)
- Anglican Diocese of Namibia der Anglican Church of Southern Africa
- Niederländisch-reformierte Kirche in Namibia (NG)
- Evangelisch-Lutherische Kirche in Namibia (ELCIN)
- Evangelisch-Lutherische Kirche in Namibia (DELK) (ELKIN (DELK))
- Evangelisch-Lutherische Kirche in der Republik Namibia (ELCRN)
- Methodist Church of Southern Africa Central-North
- Protestant Unity Church (Oruuano)
- Rheinische Kirche in Namibia
- Römisch-katholische Kirche in Namibia (RCC)
- United Congregational Church of Southern Africa in Namibia
- United Methodist Church in Namibia
- Uniting Reformed Church in Southern Africa in Namibia

Assoziierte Mitglieder sind:
- Koptische Kirche in Namibia

Beobachtungsstatus:
- Apostolic Faith Mission[1]
- Cumenical Institute of Namibia (EIN)
- Pentecostal Protestant Church
- Reformed Churches in Namibia
- Young Women’s Christian Association (YWCA)

## Weitere Kircheneinrichtungen
Bis 2007 waren die Evangelisch-Lutherischen Kirchen in Namibia zudem auch im Namibia Nationalkomitee des Lutherischen Weltbundes (NNC-LWF) vereinigt, der durch die Vereinte Kirchenleitung der lutherischen Kirchen Namibias (United Church Council of the Namibia Evangelical Lutheran Churches, UCC-NELC) abgelöst wurde.